# IFA F8
De IFA F8 is een personenauto van het Industrieverband Fahrzeugbau, die als doorontwikkeling van de bijna identieke DKW F8 van 1949 tot 1955 gebouwd werd door Automobilwerk Zwickau in de Oost-Duitse stad Zwickau.
De F8 is onderdeel van de DKW Frontwagen-reeks, die in 1931 begon met de F1. In de reeks  werd voor het eerst succesvol voorwielaandrijving toegepast in een productie-auto.

## Geschiedenis
In het voorjaar van 1948 stelde IFA op de Leipziger Messe de ten opzichte van de vooroorlogse modellen nauwelijks gewijzigde DKW Meisterklasse Cabrio-Limousine, DKW Viersitzer Luxus-Cabriolet en DKW Kastenlieferwagen voor. De vroegere merk- en typenamen werden nadrukkelijk gebruikt.

Pas in 1949 begon de productie van de ondertussen IFA F8 genaamde auto, in de voormalige Audi-fabriek in Zwickau. De vooroorlogse constructie werd bijna ongewijzigd verder gebouwd, en ook werd de vooroorlogse motor met gietijzeren cilinderkop gebruikt, maar in tegenstelling tot de oude Reichsklasse met 600 cc had de F8 de sterkere 700cc-motor die 20 pk leverde.
In 1953 volgden enkele technische en optische wijzigingen; zo werd de motorkap vanaf dat moment van kunststof gemaakt. De totale productie tot 1955 bedroeg ruim 26.000 stuks, waarvan een groot deel naar westerse landen geëxporteerd werd.

## Uitvoeringen
In de Duitse Democratische Republiek (DDR) werd uitsluitend de tweedeurs-versie gebouwd, in verschillende uitvoeringen. Alleen de Limousine (houten carrosserie met kunstleerbekleding) werd in Zwickau gebouwd. De houten opbouw van de Kombi (vanaf 1950) kwam bij Karrosseriewerk Meerane uit Meerane vandaan, terwijl de stalen carrosserieën van de Cabriolet aangeleverd werden door VEB IFA Karrosseriewerke Dresden uit Dresden (voorheen Gläser). De Cabriolet was er in verschillende varianten; zo beschikte de Export-Cabriolet vanaf 1953 over in de carrosserie geïntegreerde koplampen.
In het kader van een interzonale handelsovereenkomst werden 250 chassis van de F8 geleverd aan Baur in Stuttgart, die ze van een moderne, volledig stalen carrosserie voorzag, de Baur-Cabriolet. Hiervan zijn circa 100 exemplaren gebouwd. Daarnaast maakte Baur circa 150 vierpersoons limousines op basis van de Oost-Duitse DKW. Ook bij deze auto was de carrosserie van staalplaat. De Baur-uitvoeringen werden alleen in West-Europa aangeboden.

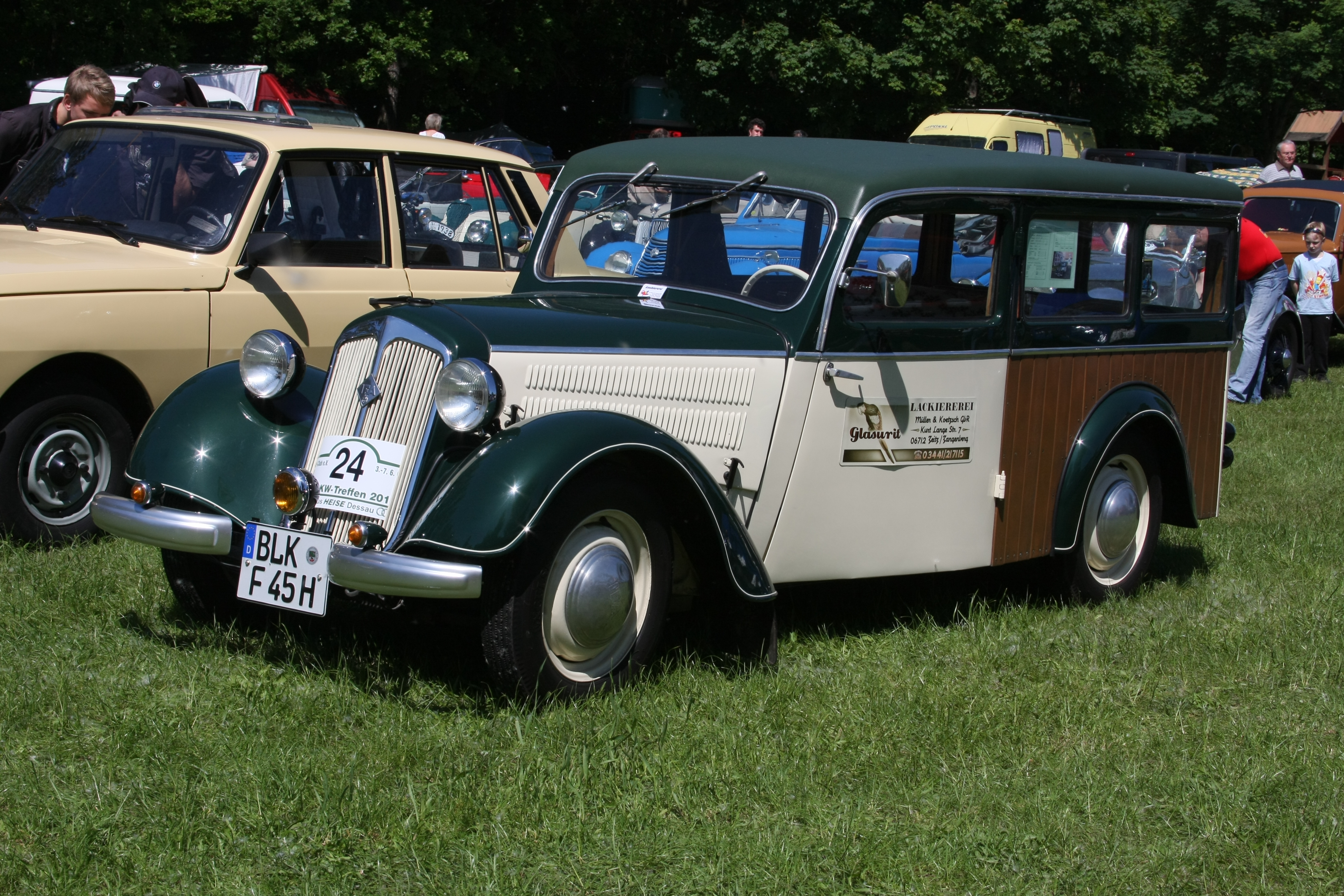
F8 Kombi
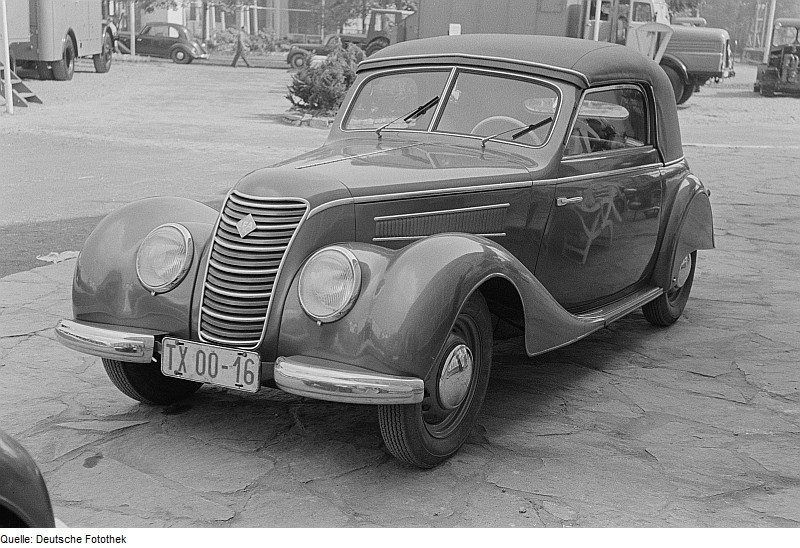
F8 Export-Cabriolet

## In Nederland
De importeur in Nederland was De Binckhorst Auto & Motor Import in Den Haag. In februari 1951 adverteerde men met de F8 Bestelwagen die werd aangeboden voor 3.875 gulden.

## Opvolging
Met een modernere carrosserie verscheen in 1955 de AWZ P70 "Zwickau". Deze auto was technisch gebaseerd op de IFA F8 en kreeg daarom intern de typenaam F8 K.